# Frontera Comalapa
Frontera Comalapa – miasto w Meksyku, w stanie Chiapas.